# Flandria 16 (schip, 1951)
De Flandria 16 is de voormalige Flandria XVI, een schip dat in 1951 werd gebouwd voor rederij Flandria Interprovinciale Stoombootdiensten NV in Antwerpen. De naam verwijst naar de ontdekkingsreiziger Jean-François de La Pérouse. Ze kreeg haar nieuwe naam in 2006, toen Flandria Interprovinciale Stoombootdiensten NV overging naar Antwerpen Water Services N.V.
In 2007 werd het schip grondig gerenoveerd in de scheepswerf Port Service in Gent waar het schip van buiten en binnen volledig vernieuwd werd.
In 2011 werd de exploitatie van Flandria, en dus ook van Flandria 16, door Studio 100 op zich genomen.
In 2017 werd het schip voor 56.000 euro verkocht.
Het schip is nu in handen van de Nederlandse rederij Docks. Na een grondige verbouwing vaart het nu onder de naam "Docks 2". Foto

## RestaurantLa Pérouse
In de winterperiode van september tot mei vond men aan boord een restaurant dat in z'n glorietijd in de jaren 70 tot de jaren 90 twee Michelinsterren kreeg. Het schip was toen aangemeerd aan het ponton op de Schelde aan het Steen. Het schip was ook een tijdje aangemeerd in het Willemdok en maakte cruises op de Schelde.
Op het benedendek konden 160 gasten eten en op het bovendek 56. Recepties waren mogelijk tot 250 passagiers.
Aan het begin van de zomermaanden werd telkens het luxueuze meubilair, de borden en het bestek van het schip verwijderd en kreeg het interieur een minder prestigieuze aankleding. Het werd dan ingezet voor havenrondvaarten, privé feesten en net zoals alle andere schepen in de vloot, eendagscruises naar bestemmingen in Zeeland en occasioneel aan de Belgische kust.